# Marco Aurelio Caro
Marco Aurelio Caro (in latino Marcus Aurelius Carus; Narona o Mediolanum, 230 circa – Mesopotamia, luglio/agosto 283) è stato un imperatore romano dal 282 alla sua morte.
Durante il suo breve regno ottenne un'importante vittoria contro i Persiani, anche se la sua morte non permise ai Romani di capitalizzare il successo.

## Biografia

### Origini familiari
Nativo di Narona in Dalmazia (e facente parte dell'Illiricum), o di Mediolanum (iscritto all'anagrafe di Aquileia) forse si chiamava Marco Aurelio Numerio Caro. Aveva due figli, Carino e Numeriano, e una figlia, Paolina; ebbe anche un nipote, Nigriniano, morto prima della sua ascesa al trono, figlio di Carino o di Paolina. La Historia Augusta riporta la storia delle sue origini e della sua vita prima del raggiungimento della porpora, ma questa versione non sembra a tutti completamente attendibile.

### Ascesa al trono
Fu prefetto del pretorio sotto l'imperatore Probo, anche se non raggiunse mai il consolato, come per i prefetti Volusiano, sotto Gallieno, e Placidiano, sotto Probo, prima di lui.
Riguardo l'occasione della sua ascesa al trono, le fonti si dividono tra quelle che la vogliono avvenuta per mano dell'esercito dopo l'inaspettata morte di Probo, e quelle che raccontano della ribellione avvenuta quando questi era ancora vivo. Nel tardo 282, infatti, Probo si trovava al comando dell'esercito romano in Norico e Rezia, quando i soldati si ribellarono all'imperatore, proclamando suo successore il proprio comandante. Secondo una tradizione greca, Caro fu proclamato augusto contro la propria volontà e chiese consiglio a Probo prima che le truppe passassero alle vie di fatto; secondo una ben più numerosa tradizione latina, Caro non contattò Probo, anzi fu responsabile per la rivolta. Probo inviò alcune truppe contro il ribelle, che però passarono dalla parte del suo avversario; tra settembre e dicembre di quell'anno Probo fu assassinato e Caro non ebbe rivali. Sebbene non si sia mai recato a Roma per far ratificare la propria elezione dal Senato romano, non di meno rispettò l'antico e prestigioso organo dello stato.

### Regno (282-283)

#### Condivide il potere con i figli Carino e Numeriano
Assunse probabilmente il consolato per il resto del 282, in sostituzione di Probo; nominò il figlio maggiore Carino cesare e designò sé stesso e Carino consoli per il 283. Combatté contro i Franchi, Quadi e i Sarmati, ottenendo il titolo di Germanicus Maximus.

#### Campagna sasanide
Intraprese poi una campagna contro i Sasanidi, ennesimo episodio delle guerre romano-sasanidi. Le ragioni per la campagna possono essere diverse: è possibile che fosse stata progettata da Probo, anche se non vi sono prove numismatiche a favore, o che i Romani rispondessero ad un attacco sasanide; in ogni caso, l'occasione fu probabilmente fornita dalla ribellione contro lo scià persiano Bahram II del fratello Ormisda, che tentò di ritagliarsi uno stato semi-indipendente nella parte orientale dell'impero sasanide, prima di essere sconfitto.
All'inizio del 283 associò al trono Carino, nominandolo augusto e incaricandolo dell'amministrazione delle province occidentali; rafforzò ulteriormente la propria posizione dinastica facendo sposare Numeriano alla figlia del prefetto del pretorio Arrio Apro.
La campagna fu un successo. Caro discese dall'Armenia lungo il Tigri, senza trovare opposizione, in quanto il sovrano persiano non aveva ancora consolidato il proprio potere. Caro, accompagnato da Numeriano, conquistò Seleucia e la capitale sasanide Ctesifonte, proseguendo oltre; assunse anche il titolo onorifico di Persicus Maximus.

### Morte

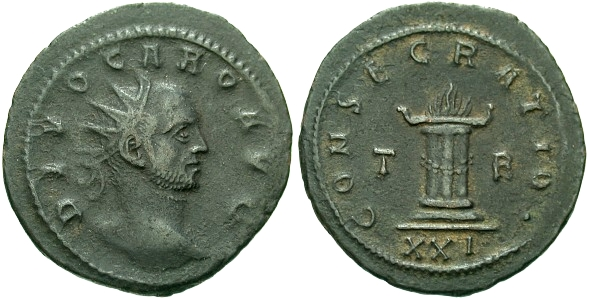
Antoniniano dedicato al DIVO CARO, "Divino Caro" dopo la sua morte.

Durante la campagna, Caro morì, nel tardo luglio o all'inizio di agosto 283, in circostanze non chiare. Le fonti antiche lo dicono morto di malattia o ucciso da un fulmine, in quanto volle proseguire oltre Ctesifonte sebbene un oracolo gli avesse concesso un'avanzata vittoriosa solo fino a lì.
Alcune ricostruzioni moderne lo vogliono assassinato dal prefetto del pretorio Arrio Apro. In generale gli storici moderni propendono per la morte per malattia, considerato il fatto che l'esercito aveva appena conseguito una grande vittoria e che la successione del figlio Numeriano avvenne senza intoppi. Altre si basano sul racconto di Giovanni Malala, secondo il quale Caro fu ucciso durante una campagna contro gli Unni successiva alla campagna sasanide, confermato da una versione raccontata da Giovanni Zonara, per ipotizzare una campagna unnica in oriente, successiva a quella persiana, in cui Caro avrebbe perso la vita. Dopo la sua morte Caro fu divinizzato.

## Importanza della vittoria di Caro
La vittoria di Caro in oriente fu importante dal punto di vista politico, in quanto si trattò di una vittoria durevole, che permise a Diocleziano di ottenere un accordo con i Persiani (forse nel 288), ma anche dal punto di vista culturale.
Il poeta africano Nemesiano dedicò molti versi della sua opera Cynegeticon alla celebrazione della vittoria di Caro e Numeriano, raccontando persino un trionfale ritorno a Roma che non ebbe mai luogo. La vittoria ebbe grande eco anche nel V secolo, se il poeta Sidonio Apollinare si rivolse a Consenzio di Narbona ricordandogli l'impresa del suo concittadino e Sinesio di Cirene la citò nel De regno.